# Renée Doria
Renée Doria   (Perpinyà, 13 de febrer de 1921 - Coulommiers, 6 de març de 2021) fou una soprano de coloratura catalana.

## Biografia
Nascuda en una família musical, va estudiar piano, solfeig i harmonia i posteriorment cant amb Umberto Valdarmini; també va fer classes amb la llegendària Ninon Vallin. Fou alumna igualment de Maria Barrientos, Lucien Muratore i Vanni-Marcoux.
Va començar a cantar en públic a l'edat de divuit anys i el seu debut oficial va ser el 1942 a Marsella en el rol de Rosina, a El barber de Sevilla, de Rossini. Després de cantar Die Entführung aus dem Serail, a Cannes, dirigida per Reynaldo Hahn, i els tres personatges femenins principals (Olympia, Giulietta i Antonia) de Les contes d'Hoffmann, a Estrasburg, amb el famós baix-baríton Vanni Marcoux, debutà a París com a Lakmé al Théâtre de la Gaîté Lyrique el 1943. Amb aquest mateix paper, que esdevindria el seu paper fetitxe, va debutar el 20 d'octubre de 1946 a l'Opéra Comique. Canta a l'Òpera de París l'any 1947, en el rol de la Reina de la Nit, de La flauta màgica. I des d'aleshores se succeïren els diversos papers de les grans òperes: Leila, de Les pêcheurs de perles; Mireille; Marguerite, a Faust: Julieta, a Romeu i Julieta; Ophélie, a Hamlet; Manon; Thaïs; Norina, a Don Pasquale; Lucia, a Lucia di Lammermoor; Fiordiligi, a Così fan tutte; Gilda, a Rigoletto, i Violetta a La traviata, entre d'altres.
A partir de 1944, va contribuir en moltes emissions líriques de la ràdio nacional francesa i de les ràdios estrangeres. “En aquell moment no gravàvem i vaig haver de cantar en directe. Va ser impressionant...”
Actuà en tots els grans escenaris de França i també a Algèria (Alger i Orà), així com a Bèlgica, Holanda, Suïssa i Itàlia. Va cantar en més de 2.500 representacions durant una carrera a l'escenari de més de quaranta anys; va cantar 76 rols a l'escenari i 125 a les emissions de ràdio, i va enregistrar discos al llarg de cinquanta anys. S'acomiadà dels escenaris el 1981, tot i que continuà cantant en concerts i enregistrant discos.

## Enregistraments
Doria va fer molts enregistraments, gairebé sempre aquelles obres que cantava a l'escenari o en concert. L'any 1948, quan ja tenia en repertori els quatre personatges femenins dels Contes d'Hoffmann, va ser la nina Olympia a la primera versió gravada d'aquests Contes.
De 1949 a 1952, E.M.I.-Pathé-Marconi li va proposar molts enregistraments, que no sempre podia atendre. L'any 1953, a la Schola Cantorum, per a la firma Caecilia, enregistrà un vast programa de melodies franceses: Gounod, Massenet, Debussy, Ravel, a continuació, en versions antològiques, El Barber de Séville, Les Pêcheurs de perles, La Bohème, Madame Butterfly, Les Noces de Jeannette, Les Huguenots, Lakmé...
L'any 1955 va signar un contracte amb Philips per inaugurar el catàleg líric d'aquesta firma, amb la Veuve Joyeuse, La Vie Parisienne (Gran Premi del Disc), The Land of Smiles, una selecció de Manon, amb Alain Vanzo i Adrien Legros (1956). A partir de 1959, amb Véga-Decca, van venir les integrals en stéréo de Mireille, Thaïs i Rigoletto. A continuació, l'any 1978, en primícia mundial, enregistrà la integral de la Sapho de Massenet.
El 1998, amb el seu marit, Guy Dumazert i el seu amic Carlo Ciabrini va participar en la creació de la companyia Malibran-Music. El 1978 va fer el seu darrer enregistrament d'òpera complet, però encara continuà gravant fins al 1993. El seu enregistrament complet de Thaïs de Massenet, dirigit per Jésus Etcheverry, ha estat reeditat en CD.

## Discografia selectiva
- Jacques Offenbach, Els Contes d'Hoffmann, amb Raoul Jobin, Renée Doria (Olympia), Vina Bovy, Géori Boué, Bourvil, Orquestra de l'Òpera Còmica de París, direcció André Cluytens, 1948 (Naxos)
- Charles Gounod, Mireille, amb Renée Doria, Michel Sénéchal, Solange Michel, Christiane Stutzmann, Robert Massard, Adrien Legros, Aimé Doniat, Cor i Orquestra simfònica de París, direcció Jesús Etcheverry, febrer-març 1962 (Acord)
- Jules Massenet, Thaïs, amb Renée Doria, Robert Massard, Michel Senéchal, Gérard Serkoyan, Cor i Orquestra de París, direcció Jesús Etcheverry, 1961 (Acord)
- Gioachino Rossini, El Barber de Séville, (versió d'antologia en francès), amb Alain Vanzo (Almaviva), Robert Massard (Figaro), Adrien Legros (Basile), Julien Giovannetti (Bartholo), Orquestra simfònica no precisada, direcció Jesús Etcheverry (Orphée stéréo LDO STE 50 007, sense data)
- Giuseppe Verdi, Rigoletto, amb Renée Doria (Gilda), Guy Fouché, Ernest Blanc, Denise Scharley, Gerard Bourreli, Maria Valetti, Maurice Faure, André Dumas, Orquestra sota la direcció de Pierre Cruchon - Pléiade P3076 (en versió francesa)
- Jules Massenet, Manon, amb Renée Doria (Manon), Alain Vanzo (Chevalier Dels Grieux), Robert Massart (Lescaut), sota la direcció de Jesús Etcheverry (1956)
- Jules Massenet, Sapho, amb Ginès Siréra, Adrien Legros i Gisèle Ory, sota la direcció de Roger Boutry (1976)